# Naturschutzgebiet Brink

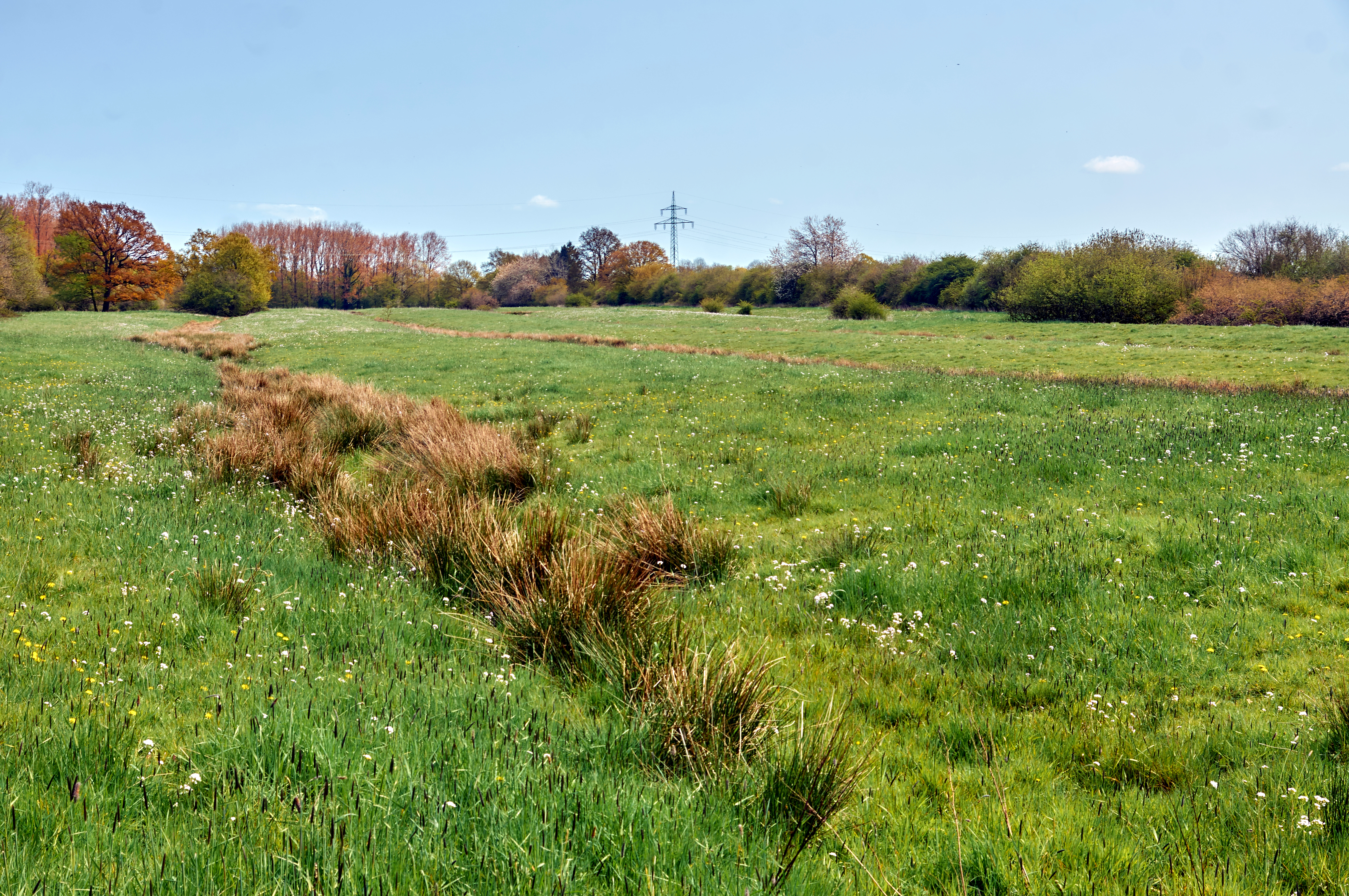
Grünlandbereiche mit Wölbstrukturen Naturschutzgebiet Brink

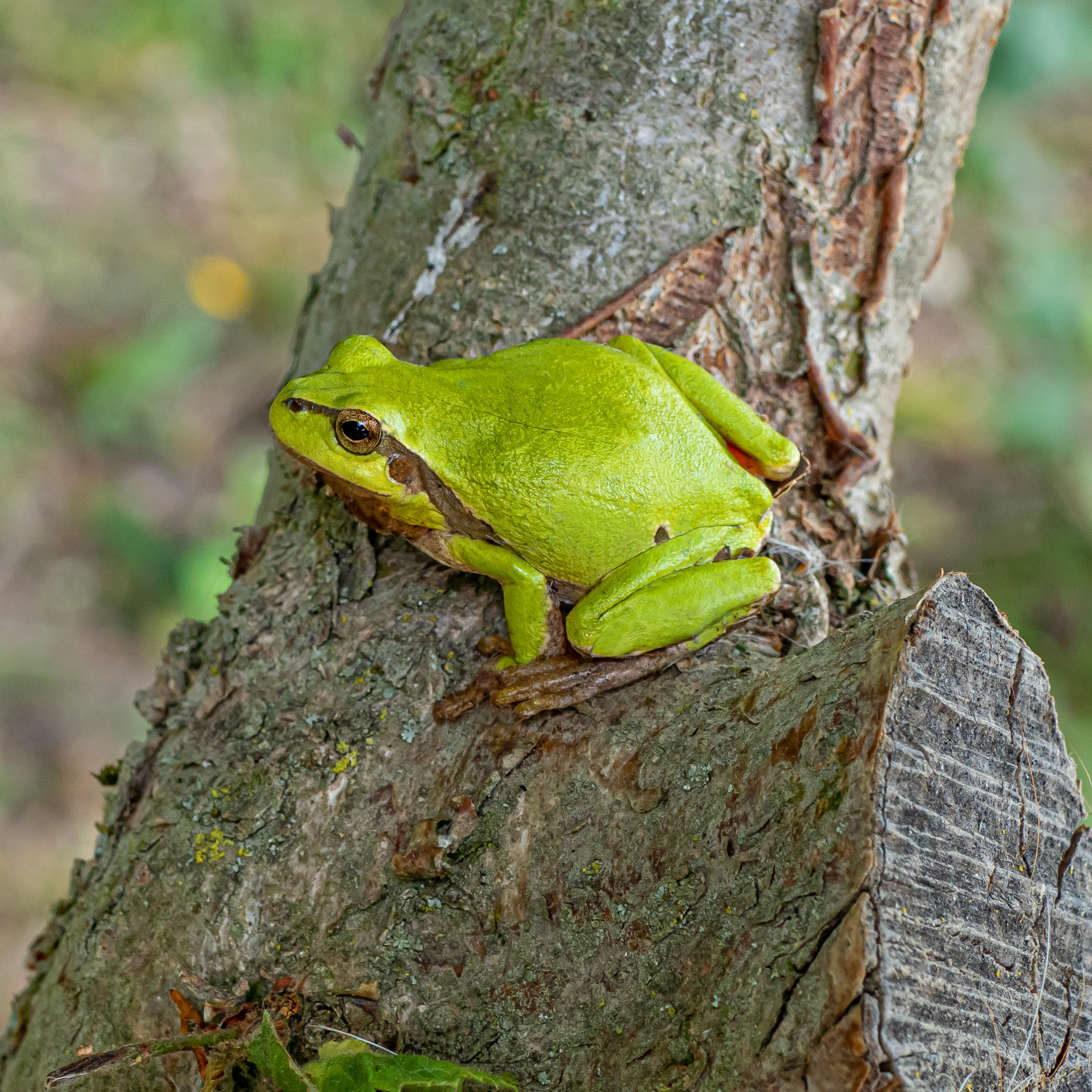
Laubfrosch im NSG

Das Naturschutzgebiet Brink mit einer Größe von 53,6 ha liegt im Stadtgebiet von Coesfeld im Kreis Coesfeld. Es wurde 2003 mit dem Landschaftsplan Rosendahl durch den Kreistag als Naturschutzgebiet (NSG) ausgewiesen. Das NSG ist Betreuungsgebiet vom Naturschutzzentrum Coesfeld.

## Beschreibung
Das NSG umfasst im nördlichen Bereich einen lichten Birkenwald. Eingestreut finden sich hier Besen-, Glockenheide und Binsenfluren, Reste einer früheren Feuchtheide, mit drei Artenschutzgewässern. Kern des NSG ist eine 4 ha große ehemalige Tonabgrabung der Ziegelei Kuhfuss mit mehreren Gewässern, welche etwa drei Meter unter dem Niveau der Umgebung liegt. Hier befinden sich drei Flachgewässer mit unterschiedlicher Tiefe und Ausbuchtungen. Die Gewässer weisen Schwimmblatt- und Unterwasserpflanzen auf. An den Gewässerufern stehen lockere Kleinröhrichte mit Binsen und Flutschwaden. Außerhalb der Wasserfläche ist sie bewachsen mit Weidengebüschen, Seggenrieden und Hochstaudenfluren. Die angrenzenden Grünlandbereiche weisen teilweise stark feuchte Wölbstrukturen auf. Im Grünland befinden sich an den tiefsten Stellen kleine Tümpel. Bei diesem Grünland handelt es sich um spätmittelalterliche Wölbäcker. Auch ein kleiner Buchenwald mit Feldholzcharakter und Hecken gehören zum NSG.
Das NSG beherbergt eine der größten Populationen vom Laubfrosch in Nordrhein-Westfalen. Es kommen der Grünfrosch, Kammmolch und Bergmolch vor. Es wurden 33 Libellenarten, darunter Feuerlibelle und Torf-Mosaikjungfer, nachgewiesen. Auch die Sumpfschrecke kommt vor. In einem Heckenbereich brütet der Neuntöter. Es finden sich zahlreiche Rote-Liste-Pflanzenarten, darunter Breitblättriges Knabenkraut, Knotiges Mastkraut und Kleines Tausendgüldenkraut.
Die NRW-Stiftung kaufte nach Nutzungsaufgabe der Tongrube 2003 die 9 ha große Kernfläche mit umgebenden Grünland auf. 2004 optimierte man die vorhandenen Gewässer und legte zusätzliche an. Das Gelände wurde eingezäunt und an einen Landwirt verpachtet, der die Flächen im Rahmen des Vertragsnaturschutzes extensiv mit Rindern beweidet. 2005 baute man eine originalgetreue Münsterländer Weidehütte als Unterstand für das Vieh aus Material einer 100 Jahre alten Weidehütte, welche anderswo abgebaut werden musste. 2018 führte man Entschlammungen an Teichen durch.
Das Fachinformationssystem des Landesamtes für Natur, Umwelt und Verbraucherschutz Nordrhein-Westfalen dokumentiert zum NSG:
„Der Biotopkomplex besitzt zentrale Bedeutung für die Laubfroschpopulation im Raum Coesfeld. Wichtigstes Entwicklungsziel ist die Förderung der Laubfrosch-Population durch Anlage weiterer vegetationsreicher Gewässer, die voll sonnenexponiert und fischfrei sind und die Erhaltung der brombeerreichen Hecken und Feldgehölze als Herbst- bzw. Winterhabitat.“